# Vườn quốc gia Garajonay

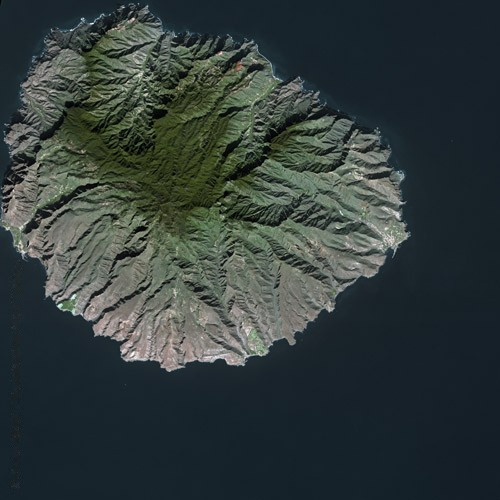
Vườn quốc gia Garajonay nhìn từ vệ tinh

Vườn quốc gia Garajonay (tiếng Tây Ban Nha: Parque nacional de Garajonay) là một vườn quốc gia toạ lạc ở trung tâm và phía bắc của đảo La Gomera, một trong những đảo thuộc quần đảo Canary (Tây Ban Nha). Khu vực này được công bố thành vườn quốc gia năm 1981 và được UNESCO đưa vào danh sách di sản thế giới năm 1986. Vườn quốc gia này có diện tích 40 km² (15 dặm Anh vuông) và trải dài đến các đô thị nằm trên đảo này.
Vườn quốc gia này được đặt tên theo kiến tạo đá Garajonay, đỉnh cao nhất trong đảo với độ cao 1.484 m. Ở đây cũng có cao nguyên nhỏ với độ cao từ 790-1.400 m trên mực nước biển. 
Các loài thực vật ở đây gồm cây gỗ cứng thường xanh có chiều cao lên đến 45 m
Ở đây có các loài chim, dơi, một số động vật loài đặc hữu.
Hai loài bò sát, Gallotia gomerana (thằn lằn Gomera) và Chalcides viridanus (Gomeran skink) sinh sống trong khu vực vườn quốc gia. Các loài lưỡng cư có nhái Hyla meridionalis.
Vườn quốc gia này nổi tiếng là một trong những nơi tốt nhất để quan sát hai loài chim bồ câu: bồ câu Laurel (Columba junoniae) và bồ câu Bolle (Columba bollii).

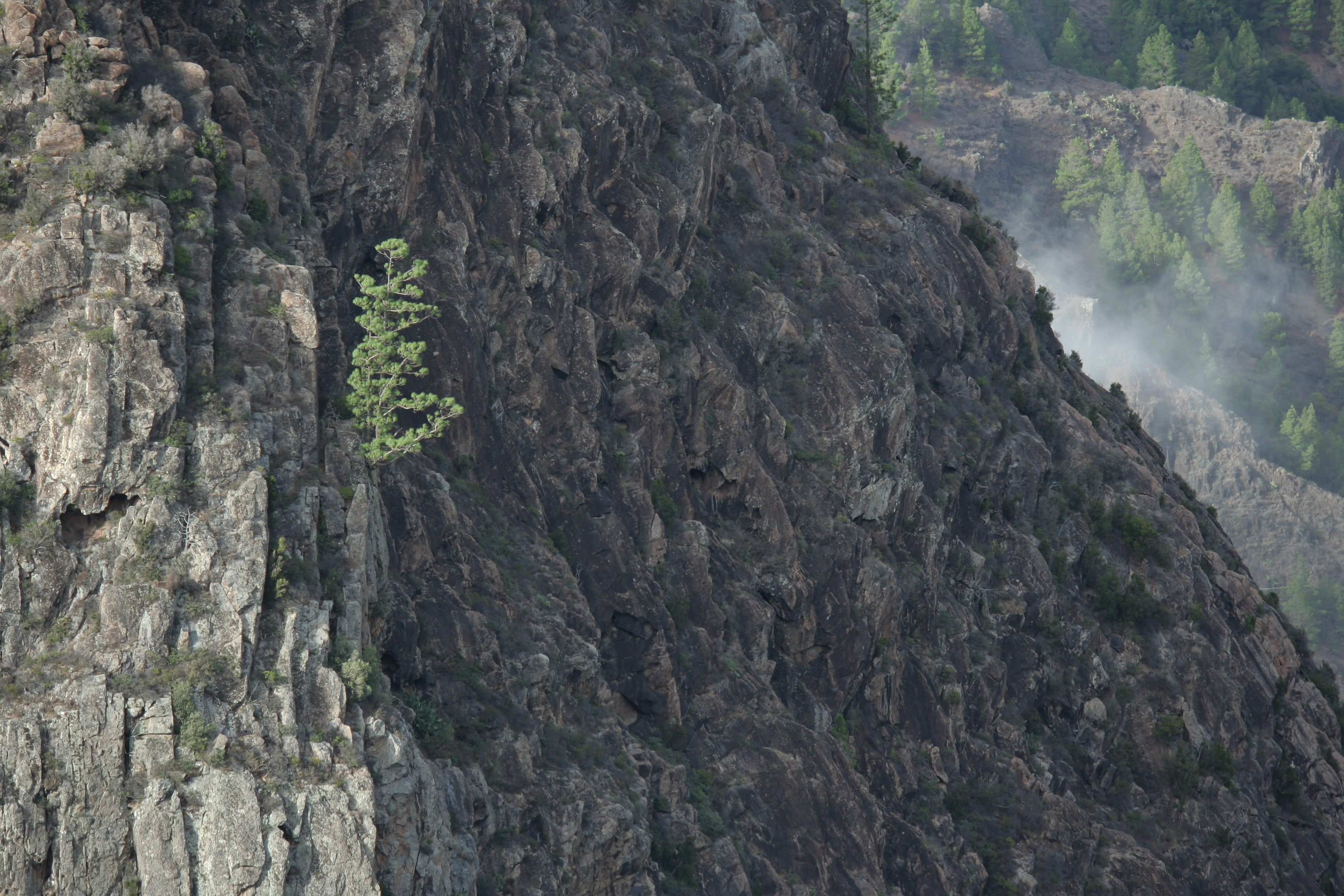
«Roque Ojila»
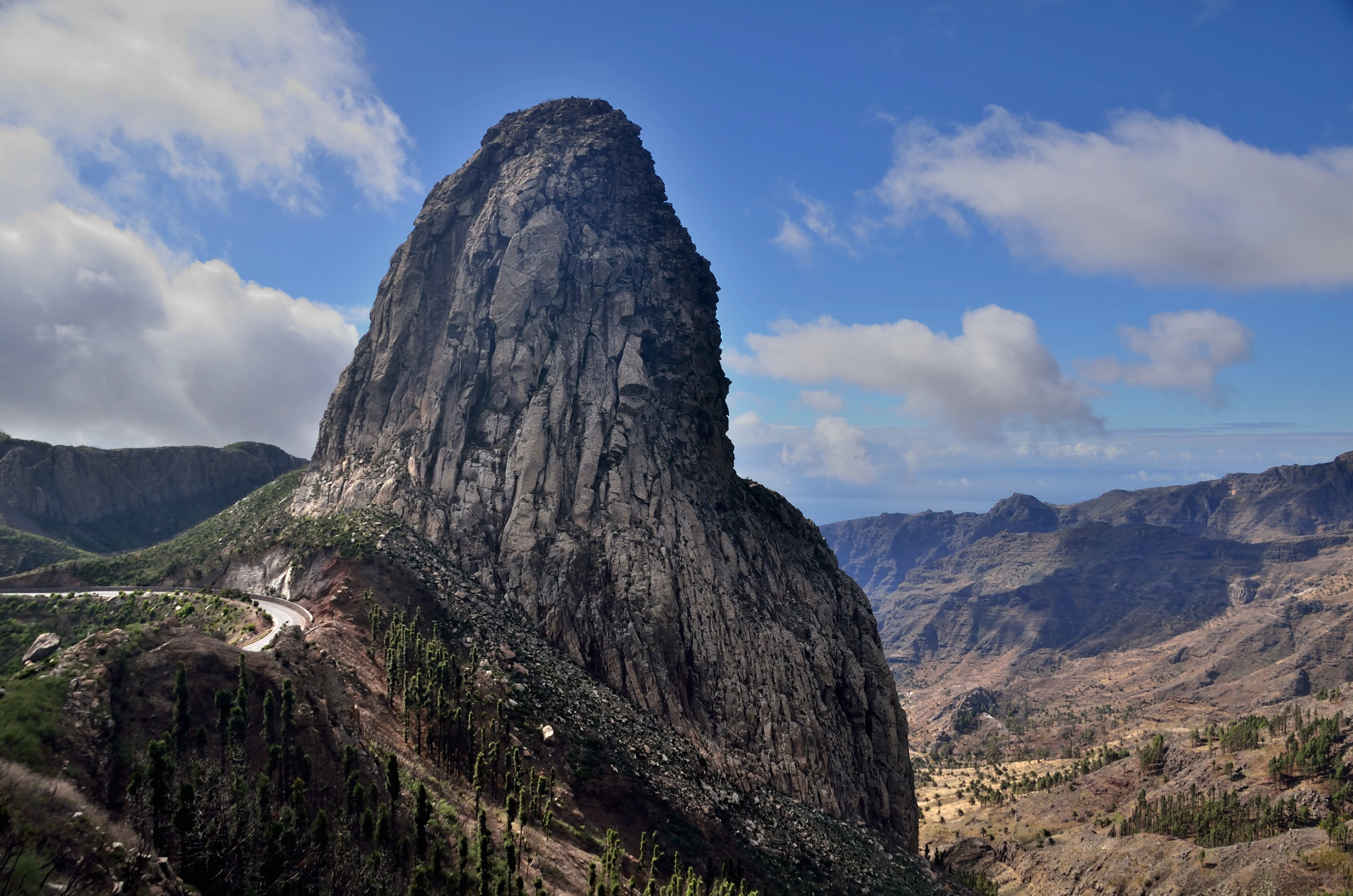
«Roque de Agando»
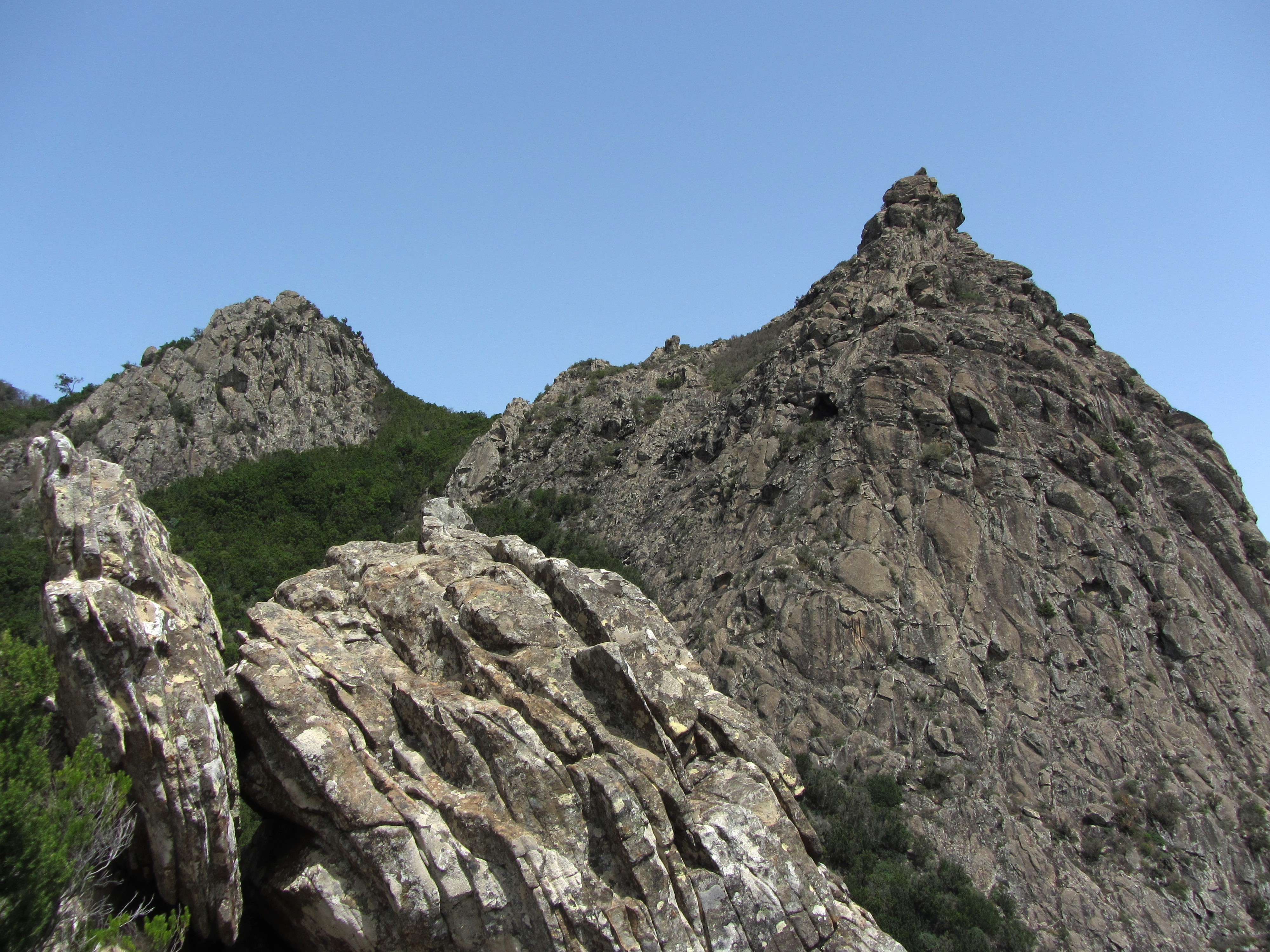
«Roque de La Zarcita»